# American Outlaws
American Outlaws ist ein US-amerikanischer Western, der 2001 unter der Regie von Les Mayfield entstand.

## Handlung
Nach Ende des Sezessionskrieges kehren Jesse James, sein Bruder Frank und die Younger-Brüder in ihren Heimatort Liberty zurück, wo sie ihr ruhiges Leben als Farmer fortsetzen wollen. Doch der Unternehmer Thaddius Raines plant den Bau einer Eisenbahnstrecke durch die Stadt und betrügt die ansässigen Farmer mit allen Mitteln um ihr Land. Wenn Drohungen nicht ausreichen, sorgen Detektei-Besitzer Allan Pinkerton und seine Gehilfen für eine Lösung.
Als Ma James und ihre Söhne Widerstand leisten und Cole Younger sogar mehrere der Privatsheriffs ins Jenseits befördert, eskaliert die Situation. Coles Hinrichtung kann zwar durch eine waghalsige Rettungsaktion verhindert werden, doch Jesse wird dabei schwer verletzt. Seine Jugendfreundin „Zee“ Mimms, die Tochter eines angesehenen Arztes, versteckt ihn und behandelt seine Wunden. Doch die Reaktion Raines lässt nicht lange auf sich warten, er veranlasst Pinkerton, die Farmhäuser in Brand zu stecken, wobei Ma James ums Leben kommt.
Um den Tod ihrer Mutter zu rächen, führen Jesse, Frank und die Younger-Brüder Sabotageakte auf die Eisenbahn durch und überfallen Banken und Lager des Unternehmens. Damit werden sie zu Helden für die Bevölkerung. Als es zu Streitereien innerhalb der Gruppe kommt, werden sie beinah gefasst, und Jim Younger wird tödlich verletzt. Daraufhin verlässt Jesse James die Gruppe und heiratet Zerelda.
Die Younger-Brüder setzen ihre Raubzüge ohne ihn fort, haben dabei aber nicht den gleichen Erfolg. Als Jesse eines Tages verhaftet wird, kommt ihm seine alte Gang zu Hilfe. Auf dem Zug der Rocky Northern Railroad kommt es zum Showdown. Jesse stellt Raines und Pinkerton, lässt sie aber am Leben. Pinkerton rät ihm daraufhin, nach Tennessee zu gehen, da Raines dort keine Strecke plant, und so beschließen Jesse und „Zee“, nach Tennessee zu ziehen und sich dort eine Farm zu kaufen.

## Kritiken
- „Dass sich die amerikanische Kritik hier einig war, man könne oft nicht zwischen gewollter und unfreiwilliger Komik unterscheiden, kann ich nicht ganz nachvollziehen. Es ist viel mehr so, dass der Film nun mal Fast-Food-Kost der allerleichtesten Sorte ist und sein möchte und von daher wirkliches Ärgernis über derartige Anspruchslosigkeit kaum fruchten kann. Man nehme nur mal die Rolle Timothy Daltons: selbst er ist nicht der übliche Bösewicht, sondern kann ein verschmitztes Lächeln und seine heimliche Bewunderung über Jesse James selten zügeln. Genau diese Sympathie, die in fast jedem Charakter steckt, macht den Film, allen objektiven Kritikpunkten zum Trotz, letztlich noch zu angenehmer Abendunterhaltung.“ – Thomas Schlömer[1]

- „Der Vergleich mit ‚Young Guns‘ liegt von der ersten Sekunde an auf der Hand, doch selbst gegen diesen zieht ‚American Outlaws‘ den Kürzeren. Während Ersterer es als anarchisches Vergnügen ansah, aus dem Urgestein des amerikanischen Mythos ein lautes Pop-Vehikel zu machen, kokettiert Letzterer nur damit, bedient blind Stereotypen mit der Ausrede, dass Western so zu funktionieren haben. Leider, und das ist das wirklich Tragische, entspricht dies genau der amerikanischen Idee vom Film. ‚Es gibt kein Gesetz, nur Gerechtigkeit‘, und deswegen bekommen wir auch die Filme, die wir verdienen.“ – Matthias Grimm[2]

## Auszeichnungen
American Outlaws wurde im Rahmen der Taurus Awards in sechs Kategorien nominiert, unter anderem für den Besten Spezial- und den Besten Wasserstunt.

## Wissenswertes
- Colin Farrell und die anderen „Geächteten“ mussten vor Filmbeginn einen sechswöchigen Abenteuerurlaub auf einer Ranch absolvieren, um für das Cowboyleben gerüstet zu sein.

- Während des Trainings erhielt Gregory Smith den Spitznamen „Secret Weapon“ (Geheimwaffe), da er den Umgang mit den Waffen meisterhaft beherrschte.